# Sinar Bali
Sinar Bali is een bestuurslaag in het regentschap Ogan Komering Ulu van de provincie Zuid-Sumatra, Indonesië. Sinar Bali telt 537 inwoners (volkstelling 2010).